# Filioara, Neamț
Filioara este un sat în comuna Agapia din județul Neamț, Moldova, România.
Satul Filioara este așezat în Subcarpații Moldovei și este mărginit la nord de satul Agapia de care este despărțit de râul Agapia, la sud de satul Văratec, Codrii de Aramă și Pădurea de Argint, la est Satul Săcălușești și Valea Seacă iar la vest de pădurile de brad din Subcarpații Moldovei/ Carpații Orientali. Prin localitate trece drumul care leagă Mănăstirea Agapia de Mănăstirea Văratec.
Referiri la satul Filioara apar începând cu secolul al XVI-lea, într-un act istoric de la Petru Voievod, din 21 noiembrie 1596. Dintr-un document din vremea lui Iancu Voievod, se confirmă numele de Hilioara al acestui sat. Mai găsim referiri despre satul Filioara în Catagrafiile din 1820 și 1839, în care aflăm că numărul locuitorilor era de 39, respectiv 71. Catagrafia din 1839 atestă că Filioara aparținea Mănăstirii Agapia. Se mai spune că în preajma pădurii, unii dintre călugări trăiau singuratici în chiliuțe. Una dintre acestea  ar fi fost în preajma dealului Filioru. Oamenii din jur denumeau acest loc Chilioara, apoi Hilioara și în fine Filioara, de unde se trage și numele actual al satului.
Dintre obiectivele de interes turistic cât și religios menționăm Mănăstirea Agapia renumită prin frumusețea vieții monahale, cerdacurile încărcate de flori dar mai ales prin opera pictorului Nicolae Grigorescu, Casa Memorială" Alexandru Vlahuță", Muzeul Vivant, vechiul așemânt monahal Agapia Veche, Mănăstirea Văratec unde este înmormântată Veronica Micle, Mănăstirea Sihla și pestera Sfintei Cuvioase Teodora de la Sihla, Biserica Parohială "Sfinții Apostoli Petru și Pavel". Pe cuprinsul satului s-au conservat numeroase case din lemn tradiționale care servesc drept exemplu pentru generația viitoare. De asemenea se găsesc numeroase troițe din lemn sculptate de meșteri locali. 
Biserica parohială "Sfinții Apostoli Petru si Pavel" este punct de reper al satului alături de școala "Mihai Eminescu" . A fost construită între anii 1924 - 1948 pe locul unei bisericuțe vechi din lemn de la 1855. Cea dintâi biserică din satul Filioara se presupune că ar fi fost zidită în jurul anului 1794, pe locul unei vechi chilii, în preajma dealului Filioru. Biserica Sfinții Apostoli Petru și Pavel este cunoscută în prezent, mai ales datorită Icoanei Făcătoare de minuni a Mântuitorului, care plânge cu Sfantul Mir. Minunea s-a repetat de aproximativ 30 de ori din data de 15 decembrie 2002. Se spune că Harul Duhului Sfânt ce iradiază din această icoană alungă demonii din posedați , redă liniștea bătrânilor și îi ajută pe tineri aflați în pragul căsătoriei să iși găsească jumătatea prin credința lor. 
Preoții care au slujit în acest sfânt lăcaș au fost: preotul Ilie și preotul Vasile Bătrânul (din Catagrafia din 1839), Stihi (1855-1863), Gr. Eftimescu (1863-1882), I. Bârsan (1882-1887), N.Gheorghiu și V.Agapescu (1887-1898), Posmoșanu (1898-1909), Gh.Topoliceanu (1909-1958), I.Gheorghiță  (1958-1988) și Dumitru Irina(în prezent).
În fiecare an în cadrul bisericii parohiale se organizează o tabără de vară " Dăruind vei dobândi" de către ASCOR Iași începând cu anul 2002. În fiecare an Studenți din cadrul Univ. A I Cuza Iași desfășoară activități potrivite profilului lor, activități instructiv- educative, filantropice, antrenând tinerii din zonă  prin divertisment la lucruri edificatoare.  Aici, în Paraclisul Sf. Ioan de la Neamț există o expoziție de icoane pe sticlă și lemn, sculpturi și costume naționale, alături de mărturiile istorice ale existenței satului.
Satul se învecinează și cu Rezervația de Zimbri și Faună Carpatină Dragoș Vodă unde se pot întâlni în libertate zimbrii, mai ales în drumul spre Mănăstirea Sihla. Alte animale care pot fi întâlnite sunt vulpea, iepurele și mistrețul. 
Satul Filioara are parte de oameni primitori, priveliști naturale deosebite și arhitectură tradițională. Este un loc potrivit pentru iubitorii de natura, istorie, pelerinaj, ciclism și drumeții. Pentru vizitatori este bine de știut că în orice perioadă a anului se pot bucura de frumusețile locului,  indiferent că vorbim de florile parfumate de mai din livezile întinse de măr si păr sau de coloritul de octombrie al Codrilor de aramă.